# Mascari
Il Mascari è un fiume di 28 km che scorre nel comune di Sassari.

## Corso del fiume
Nasce sul monte Santa Giulia con il nome di rio Buredda, riceve il Rio Bunnari e poi coincide con i confini comunali tra Sassari e Usini, Tissi, Ossi e Muros ed infine sfocia nel Rio Mannu.